# 悪魔祈祷書
『悪魔祈祷書』（あくまきとうしょ）は、「サンデー毎日特別号」1936年（昭和11年）3月号に掲載された、夢野久作の短編小説。

## あらすじ
とある古書店に雨宿りに立ち寄った大学教授に、店主が語る独白体形式。
古書店に売られてきた、聖書を調べてみるとそれは、本物の『BOOK OF DEVIL PRAYER』(外道祈祷書)である事を知る……。